# Idiops pretoriae
Idiops pretoriae là một loài nhện trong họ Idiopidae.
Loài này thuộc chi Idiops. Idiops pretoriae được Mary Agard Pocock miêu tả năm 1898.